# El Negrito (kommun)
El Negrito är en kommun i Honduras.   Den ligger i departementet Departamento de Yoro, i den västra delen av landet, 160 km norr om huvudstaden Tegucigalpa. Antalet invånare är 35 651.